# Johannes Thienemann
Johannes Thienemann (nacido el 12 de noviembre de 1863 en Gangloffsömmern, Turingia, y muerto el 12 de abril de 1938 en Rossitten, Prusia Oriental, en la actualidad parte de Rusia) fue un ornitólogo alemán.

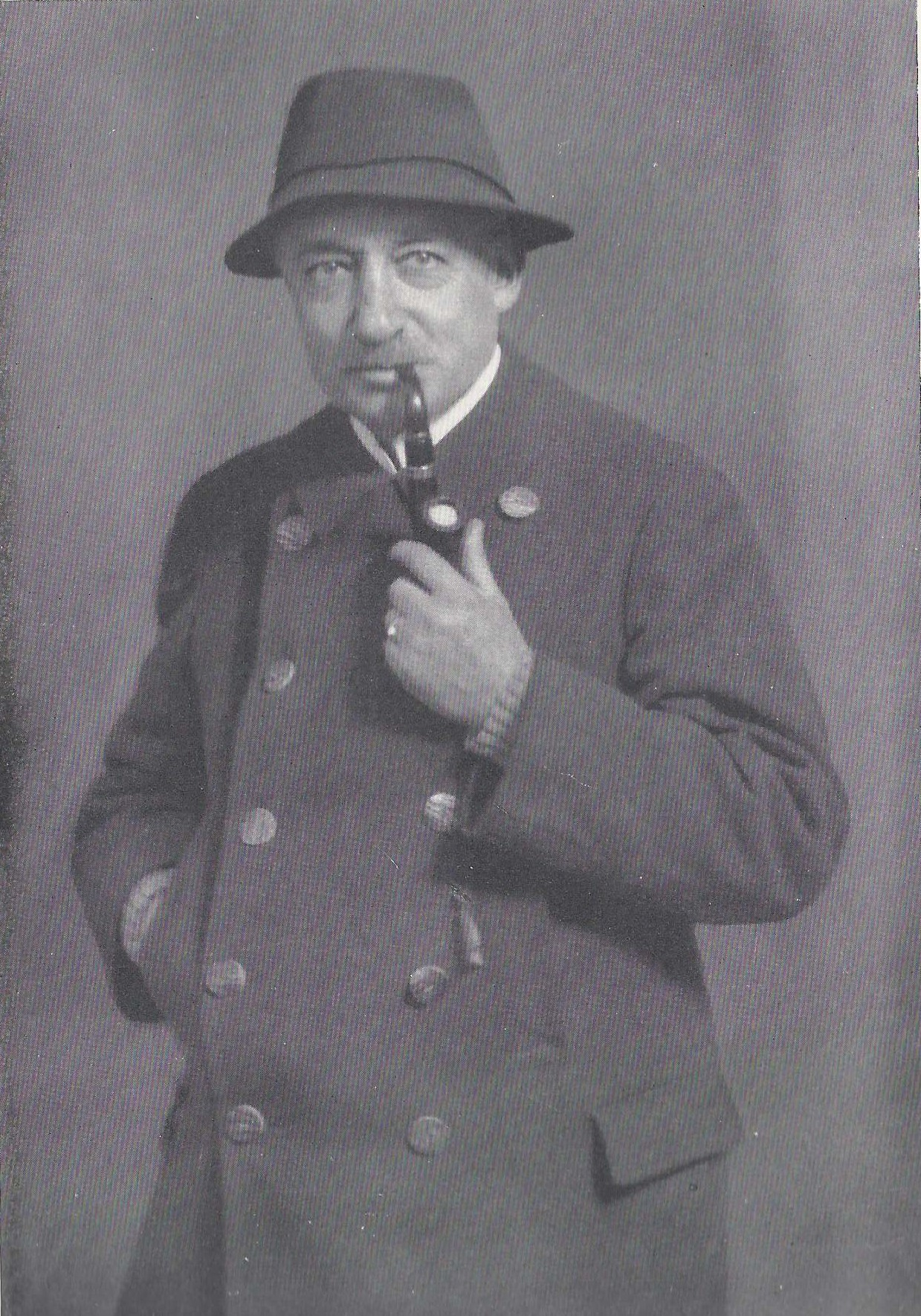
Thienemann c. 1927

Thienemann dedicó sus investigaciones a la migración de las aves, un tema importante en ornitología que continúa sin haberse comprendido en la actualidad. Entre otras introdujo el anillamiento sistemático de aves como una técnica básica para la investigación del comportamiento migratorio. Fue conocido popularmente como "Vogelprofessor" (profesor-pájaro) y estableció en 1901 la primera estación de investigación ornitológica del mundo en Rossiten, Prusia Oriental (en la actualidad, Rybachy, Rusia). Esta estación ornitológica, que todavía existe, alcanzó notable prestigio a través de las publicaciones e informes realizados allí por notables científicos. 
A consecuencia de la Segunda Guerra Mundial fue cerrada en 1944 aunque en 1956 fue vuelta a poner en funcionamiento por parte de investigadores soviéticos. Posteriormente, la Academia Rusa de Ciencias de San Petersburgo, como organismo responsable de la estación científica, y a causa de la mala situación económica suspendió todas las subvenciones, por lo que las investigaciones se mantienen en gran medida mediante donaciones y gracias a la financiación de la fundación Heinz Sielmann.
- Datos: Q67915
- Multimedia: Johannes Thienemann / Q67915